# Сви у напад: Само напред до победе
Сви у напад: Само напред до победе (енгл. Bring It On: In It to Win It) америчка је филмска комедија из 2007. године, у режији Стива Раша, по сценарију Алисон Фауз и Елене Сонг. Наставак је филма Сви у напад: Све или ништа (2006) и четврти део серијала Сви у напад. Главне улоге глуме Ешли Бенсон и Касандра Шербо.
Наставак, Сви у напад: Борба до краја, приказан је 2009. године.

## Радња
Борбени Џетси са Источне обале већ годинама су шампиони на такмичењу чирлидерса. Сада, Ајкуле са Западне обале сматрају да имају прави дух и добре покрете да их надмаше. Међутим, када се догоди катастрофа, и њихови снови да однесу трофеј кући падају у воду, вође обе екипе схватају да ће морати да раде заједно да би дошли до успеха.

## Улоге
- Ешли Бенсон као Карсон
- Касандра Шербо као Брук
- Мајкл Копон као Пен
- Џенифер Тисдејл као Челси
- Аниз Тејлор Денди као Ајша
- Ноел Ареизага као Рубен
- Кирстин Копел као Сара
- Адам Верније као Ванс
- Таниша Харис као Шикаго
- Џобет Локлир као Шелби
- Лиса Глејз као Пепер
- Ешли Тисдејл као она
- Кимберли Њуберн као чирлидерсица
- Катрина Норман као чирлидерсица
- Крис Мос као чирлидер
- Брајан Вајт као чирлидер
- Мајк Бернс као чирлидер